# Rufino Santos
Rufino Jiao Santos (ur. 26 sierpnia 1908 w Guagua, zm. 3 września 1973 w Manili) – filipiński duchowny rzymskokatolicki, doktor teologii i prawa kanonicznego, biskup pomocniczy Manili w latach 1947–1949 i w latach 1950–1952, administrator apostolski diecezji Lipa w latach 1949–1950, administrator apostolski prałatury Infanta w 1950, biskup polowy Filipin w latach 1951–1973, administrator apostolski archidiecezji Manila w latach 1952–1953, arcybiskup metropolita Manili i prymas Filipin w latach 1953–1973, kardynał prezbiter od 1960.

## Życiorys
Święcenia kapłańskie otrzymał 25 października 1931 w Rzymie. Doktorat z teologii i prawa kanonicznego uzyskał na Papieskim Uniwersytecie Gregoriańskim w Rzymie. Podjął pracę duszpasterską w archidiecezji Manila. Podczas II wojny światowej przebywał w więzieniu od 4 lutego 1944 do 4 lutego 1945, kiedy to wojska amerykańskie go uwolniły. Wikariusz generalny archidiecezji Manila w latach 1945–1947. 
W dniu 19 sierpnia 1947 otrzymał nominację na biskupa tytularnego Barca i biskupa pomocniczego archidiecezji Manila. Sakrę biskupią przyjął 24 października 1947 na Uniwersytecie Świętego Tomasza w Manili z rąk abp. Michael James O'Doherty arcybiskupa Manili. 10 grudnia 1949 mianowany administratorem apostolskim diecezji Lipa. W marcu 1950  mianowany administratorem apostolskim administratorem apostolskim prałatury Infanta. Po roku czasu, 2 grudnia 1950 ponownie mianowany biskupem pomocniczym archidiecezji Manila. W dniu 10 grudnia 1951 mianowany biskupem polowym Filipin i pełnił te obowiązki aż do swojej śmierci. 17 października 1952 pełnił także obowiązki administratora apostolskiego archidiecezji Manila, a od 10 lutego 1953 jako arcybiskup Manili. 
Na konsystorzu 28 marca 1960 papież Jan XXIII wyniósł go do godności kardynalskiej z tytułem kardynała prezbitera Santa Maria ai Monti. Brał udział w obradach Soboru Watykańskiego II w latach 1962–1965. Uczestniczył w konklawe z 1963, które wybrało na papieża Pawła VI. Był pierwszym kardynałem pochodzącym z Filipin. Zmarł 3 września 1973 w Manili. Pochowano go w krypcie archikatedry metropolitalnej w Manili.